# Kubanische Musik
Kubanische Musik umfasst Musikstile, die ihren Ursprung auf der Karibik-Insel Kuba haben und vom 19. Jahrhundert bis in die heutige Zeit großen Einfluss auf die Entwicklung verschiedener Musikstile in anderen Ländern nahmen.
Die Wurzeln vieler musikalischer Elemente der heutigen kubanischen Musik liegen bei den Cabildos de nación, einer Art von sozialen Vereinigungen der schwarzafrikanischen Sklaven, die aus West- und Zentralafrika nach Kuba kamen. Die Cabildos bewahrten afrikanische Kulturtraditionen, auch nach der Abschaffung der Sklaverei 1886. Weitere Einflüsse gehen auf die Spanier seit deren Ankunft in der ersten Hälfte des 16. Jahrhunderts zurück. Von der Musik der zuvor auf Kuba lebenden indigenen Indianervölker ist wenig bekannt.
Der Zwang zum Synkretismus der afrikanischen Religionen mit dem römisch-katholischen Christentum führte zum Entstehen der Santería, die sich bald über die ganze Insel ausdehnte und auch die Nachbarinseln erfasste (zum Beispiel Haiti). Die Santería beeinflusste mit ihrer religiös motivierten Betonung der Schlaginstrumente die kubanische Musik. Jeder der Santería-Götter (Orishas) wird verbunden mit speziellen Farben, Gefühlen, katholischen Heiligen und Rhythmen. Seit dem 20. Jahrhundert fanden Elemente der Santería-Musik auch Eingang in die Populär- und Folkmusik.

Stammbaum kubanischer Musik (englisch)

## Entwicklung der kubanischen Musik
Kubanische Musik hat ihre wichtigsten Wurzeln in Spanien und Westafrika, aber im Verlauf der Zeit sind auch Einflüsse anderer Länder hinzugekommen, etwa aus Frankreich, den USA und Jamaika. Umgekehrt hatte die kubanische Musik auch entscheidenden Einfluss auf die Musik in anderen Ländern, nicht nur auf die Entwicklung des Jazz und der Salsa (Musik), sondern auch auf den argentinischen Tango, die Ghanaische High-Life, den Westafrikanischen Afrobeat und den spanischen „Flamenco Nuevo“.

## Einflüsse auf die kubanische Musik

Die Straße als Probenraum – Kubanische Band in Alt-Havanna

Die ältesten bekannten Bewohner Kubas waren die Taíno, die Arawak und die Ciboney, deren religiöser zeremonieller Gesang als Areito (heute der Name eines kubanischen Plattenlabels) bekannt ist. Die spanischen Eroberer rotteten die indianische Urbevölkerung Kubas in wenigen Jahrzehnten nahezu restlos aus. Zahlreiche Sklaven, die als Ersatz für die ermordeten Indios als Arbeitskräfte nach Kuba gebracht wurden, trugen ihre Musik mit sich auf die Insel. Auch die europäischen Einwanderer brachten ihre Musik und Tänze aus ihren Heimatländern mit: den Zapateo, den Fandango, den Zampado, den Retambico. Später kamen der nordeuropäische Walzer, das Menuett, die Gavotte und die Mazurka nach Kuba, die sich besonders unter der städtischen weißen Bevölkerung verbreiteten. Fernando Ortíz Fernández, ein kubanischer Anthropologe und Musikethnologe, beschrieb die neu entstandene kubanische Musik als eine Kreation von Sklaven der großen Zuckerplantagen und der Spanier oder Kanaren mit ihren kleinen Tabakfarmen. Die Sklaven bauten Perkussionsinstrumente ihrer afrikanischen Heimat nach und spielten afrikanische Rhythmen. Zu den ältesten Rhythmusinstrumenten der indigenen und afrikanischen Bevölkerungsgruppen gehören das Bambusstampfrohr ayíguí, die Schlitztrommel mayohuacán, Gefäßrasseln, Flöten und Schneckenhörner. Allein die Gefäßrassel Maracas wird von diesen Instrumenten bis heute weithin verwendet. Zu den afro-kubanischen Musikinstrumenten gehören die Clave, die Conga und die Batá-Trommeln. Chinesische Kontraktarbeiter des 19. Jahrhunderts fügten das cornetín chino, eine der chinesischen suona entsprechende Kegeloboe hinzu, die auch heute noch von den Comparsas, den aktiven Teilnehmern und Tänzern der Karneval-Gruppen, in Santiago de Cuba verwendet wird.

### Guajira
Die ursprüngliche Guajira-Musik entstand in den ländlichen kubanischen Gebieten als Bauernmusik und verfügt möglicherweise über Verbindungen zu der Jíbaro-Musik aus Puerto Rico. Sie entstand zu Beginn des 20. Jahrhunderts. Typisch ist die Verwendung einer 6-saitigen kubanischen Gitarre, Tres genannt, die auf eine sehr spezielle Weise gestimmt ist.

### Música campesina
Música campesina (bäuerliche Musik) ist eine ländliche Form improvisierter Décimas (zehnversiger Strophen), wobei die Verse selbst Punto oder Punto cubano genannt werden. Diese Musikrichtung wurde durch Künstler wie Celina Gonzáles auch außerhalb Kubas bekannt und beeinflusste den modernen Son (siehe unten).
Während die ursprüngliche Música campesina ihre traditionelle Form beibehielt und dadurch zunehmend das Interesse der kubanischen Jugend verlor, haben einige Musiker versucht, diesen Stil durch neue Arrangements, Texte und Themen zu modernisieren, wobei sie zunächst einmal auf die Kritik der Puristen dieser Stilrichtung stießen.
Das kubanische TV-Programm Palmas y Cañas widmet sich der Pflege der Música campesina.

### Kunstmusik
Im 19. Jahrhundert gab es einige bedeutende Komponisten der Kunstmusik in Kuba. Dazu gehörte Robredo Manuel, der den Contradanza in verschiedene spätere Musikstile transformierte, Laureano Fuentes, der die immer noch bekannte Oper Celia schrieb, und Gaspar Villete, der auch in Europa Erfolg hatte.
Ignacio Cervantes gehörte zu den Schöpfern einer eigenständigen kubanischen Nationalmusik. Er studierte am Pariser Konservatorium sowie bei Marmontel, Nicolás Ruiz Espadero und Louis Moreau Gottschalk. In seinen Kompositionen verwendete er afrokubanische Elemente und Guajiro-Techniken. Zu seinen Nachfolgern gehören Alejandro Caturla und Amadeo Roldán.
Nach der kubanischen Revolution von 1959 entstand eine neue Generation von klassischen Musikern, zu denen auch Leo Brouwer gehört, der wichtige Impulse in der Verwendung der klassischen Gitarre setzte und gegenwärtig der Direktor des Symphonie-Orchesters von Havanna ist. In den frühen 1970er Jahren war er Leiter der Musikabteilung des kubanischen Filminstitutes ICAIC und trug dort zur Entstehung und Förderung der Nueva-Trova-Bewegung bei.

### Danzón
Der europäische Einfluss auf die kubanische Musik im 19. und 20. Jahrhundert ist am deutlichsten im Danzón zu erkennen, einer eleganten Tanzform, die sich von Kuba aus über ganz Lateinamerika und besonders in Mexiko ausbreitete. Ihre Wurzeln liegen in den europäischen Ballsälen. Es sind Verbindungen zum englischen Country Dance, zum französischen Contredanse und zum spanischen Contradanza zu erkennen.
Der Danzón entwickelte sich in den 1870er Jahren in der Region der kubanischen Stadt Matanzas unter dem Einfluss afrikanischer Musiktradition und der Habanera. Er wird von einem typischen Orchester, zum Beispiel einer Militärband, gespielt. Mit dem Danzón verbinden sich Namen wie der Miguel Faildes. Failde fügte Elemente des französischen Contredanse hinzu. Von ihm ausgehend, entwickelten Künstler wie José Urfe, Enrique Jorrín und Antonio María Romeu den Musikstil weiter.

#### Haitianer in Kuba: Charanga
Eine andere Form kubanischer Folk-Musik ist der Bolero. Es handelt sich dabei um Balladen aus Santiago de Cuba, die von Charangas (kleinen französisch-kreolischen Bands) gespielt werden. Charangas sind unter den kubanischen Haitianern mit französisch-kreolischem Hintergrund entstanden. Bereits 1791 kamen haitianische Flüchtlinge während des dortigen Sklavenaufstandes nach Kuba. Bis heute gibt es immer wieder Gruppen von haitianischen Flüchtlingen, die sich auf Kuba ansiedeln, besonders in der Ortschaft Caibarién. Ihre Form des Cabildo heißt Tumba Francesa und wurde bekannt durch eine eigene Form des Danzón, die Comparsas, den Mambo, den Cha-Cha-Cha und andere Arten von Folk-Musik.

### Changuí
Changuí ist eine schnelle Form des Son aus den Ostprovinzen Kubas Santiago de Cuba und Guantánamo (zum Beispiel Elio Revé). Es ist nicht ganz klar, wo der Changuí her kommt und ob es sich dabei um einen Vorläufer des Son handelt. Es scheint eher so zu sein, dass sich beide Formen parallel zueinander entwickelt haben. Changuí ist durch seine starke Betonung des Offbeat gekennzeichnet. Er ist schnell und verfügt über eine starke Betonung des Schlagzeugs. Elio Revé modernisierte den Changuí, Candido Fabré und kürzlich Los Dan Den gaben ihm seine aktuelle Ausformung. Los Van Van, geführt durch Juan Formell, fügten Posaunen, Synthesizers und mehr Perkussion hinzu, wodurch der Songo entstand.

#### Son
Son ist eine Hauptrichtung in der kubanischen Musik und hat die Grundlage für viele nach ihm kommende Stilrichtungen gelegt. Er entstand im Osten der Insel unter Bauern spanischer Abstammung. Es wird vermutet, dass er vom Changuí abgeleitet ist, der ebenfalls die spanische Gitarre und afrikanische Rhythmen miteinander verband.
Die Charakteristiken des Son variieren heute sehr stark, wobei ein Grundelement der Bass-Impuls ist, der vor dem Downbeat kommt (vorweggenommener Bass). Dadurch erhalten der Son und die von ihm abgeleiteten Richtungen (auch der Salsa-Rhythmus) ihre typische Form.
Traditionell hat der Son Themen wie Liebe und Patriotismus. Moderne Künstler sind sozial und politisch orientiert. Typisch ist die Verwendung der Décimas, mit zehnversigen Strophen, achtsilbigen Versen und 2/4-Takt. Der Son orientiert sich rhythmisch an der Clave.

#### Batá- und Yuka-Trommeln
Einer der einflussreichsten Cabildos war der Lucumí, bekannt für seine Batá-Trommeln, die traditionell bei Initiationsriten erklingen. Die Gourd-Ensembles werden Abwe genannt. In den 1950er Jahren brachten Batá-Trommler, genannt Santeros, den Lucumí-Stil in die Mainstream-Musik. Musiker wie Mezcla und Lázaro Ros verbanden diesen Stil mit anderen Formen, einschließlich des Zouk.
Der Kongo-Cabildo ist bekannt für seine Verwendung der Yuka-Trommeln, die Gallos (eine Art Sängerwettstreit), Makuta- und Mani-Tänze, wobei letzterer enge Verbindung zur brasilianischen Capoeira aufweist. Die Yuka-Trommel hat möglicherweise zur Entstehung der Rumba geführt, die in aller Welt verbreitet ist. Rumba-Bands verwenden traditionell verschiedene Trommeln, Palitos, Claves und den Wechselgesang.

### Rumba
Außerhalb Kubas wird Rumba gemeinhin als Gesellschaftstanz der Ballsäle gesehen, aber seine Wurzeln liegen in dem spontanen, improvisierten und lebendigen Tanz der Hafenarbeiter von Havanna und Matanzas. Schlaginstrumente wie das Quinto, die Tumbadora-Trommeln und die Palitos (Stöcke) werden mit dem Cáscara-Rhythmus und Gesangseinlagen (Sänger und Chor) zu einer tanzbaren und populären Form der Musik vereint.
Das Wort Rumba ist vom Verb rumbear (eine gute Zeit haben, Party machen) abgeleitet. Der Rhythmus ist das entscheidende Element der Rumba, die in erster Linie Tanzmusik ist.
Es gibt drei Arten des Rumba-Rhythmus mit den dazugehörigen Tänzen:
- Columbia im 6/8-Takt, getanzt von einem Mann, ist sehr fließend, mit aggressiven und akrobatischen Bewegungen;
- Guaguancó im 2/4-Takt ist ein Partnertanz mit erotischer Komponente;
- Yambú, auch bekannt als „Rumba der alten Leute“ ist ein Vorläufer des Guaguancó und sehr langsam. Yambú wird kaum noch getanzt und heute nur noch von wenigen Folklore-Ensembles gespielt.

## Ausbreitung und Ausformung kubanischer Musikstile

### 1920–1940
Der Son kam um 1920 durch legendäre Musikgruppen wie das Trío Matamoros nach Havanna. Der urbanisierte Son erhielt Trompeten und andere neue Instrumente und beeinflusste die meisten späteren Formen kubanischer Musik. In Havanna wurden auch Elemente der populären US-Musik und des Jazz in den Son mit aufgenommen, die besonders über das Radio nach Kuba gelangten.
Die Son-Trios erweiterten sich zum Teil zu Septetts mit Gitarre oder Tres, Marimbula oder Doppelbass, Bongos, Claves und Maracas. Die Trompete kam 1926 hinzu. Sänger improvisierten Texte, während der Clave-Rhythmus die Grundlage für die Melodie schuf.
Im Lauf der Zeit wurde der Son immer „weißer“ wegen des zunehmenden Tourismus in den Nachtclubs von Havanna: Die Touristen hatten Probleme mit den komplexen afrikanischen Rhythmen.

#### Der Einfluss kubanischer Musik in den USA
In den 1930er Jahren machten die Lecuona Cuban Boys und Desi Arnaz die Conga in den USA populär. Don Aspiazu machte dasselbe mit den Son montuno, während Arsenio Rodríguez die Conjunto-Band entwickelte. Die Popularität der Rumba wuchs. Conjunto Son, Mambo, Cha-Cha-Cha, Rumba und Conga hatten den wichtigsten Einfluss auf die Entstehung der Salsa.
Der Mambo kam zum ersten Mal in den 1940er Jahren in die USA. Der erste Mambo wurde von Orestes López (dem Bruder von Israel „Cachao“ López) 1938 geschrieben. Fünf Jahre später führte Perez Prado den Tanz im Nachtclub Tropicana in Havanna vor. Der Mambo unterschied sich von seinem unmittelbaren Vorgänger, dem Danzón, durch die neuen Elemente des Son Montuno und des Jazz. 1947 wurde der Mambo überall in den USA getanzt, aber das Fieber hielt nur wenige Jahre an.
Andere einflussreiche Musiker des vorrevolutionären Kuba waren Chano Pozo, Bola de Nieve und Mario Bauzá, der zusammen mit den „Nuyoricans“ Ray Barretto und Tito Puente Innovationen in den Mambo brachte, so dass aus ihm allmählich der Latin Jazz und später die Salsa-Musik wurde. Viele Musiker verließen Kuba zwischen 1966 und 1968, als die revolutionäre kubanische Regierung die Nachtclubs und die Plattenindustrie nationalisierte. Unter diesen Musikern war Celia Cruz, eine Guarache-Sängerin, die der Salsa starke Impulse gab. Später waren Kubaner sehr aktiv in der Latin-Jazz- und der frühen Salsa-Szene, so wie der Schlagzeuger Patato Valdés der kubanisch ausgerichteten Tipica ’73 mit Verbindungen zu den Fania All Stars. Ehemalige Mitglieder der Irakere hatten ebenfalls großen Erfolg in den USA, unter ihnen Paquito D’Rivera und Arturo Sandoval.

#### Habanera
Die Habanera entstand im späten 19. Jahrhundert aus der Contradanza, die Ende des 18. Jahrhunderts aus Haiti nach Kuba gekommen war. Die wesentliche Innovation bestand im Rhythmus, da die Habanera spanische und afrikanische Einflüsse aufwies.
In den 1930er Jahren nahm der Habanera-Musiker Arcano y sus Maravillos Einflüsse des Conga und des Montuno (wie im Son) in seine Musik auf. Damit machte er den Weg frei, verschiedene lateinamerikanische Musiken zu mischen, einschließlich der Guarache, gespielt von einem Charanga-Orchester. Die Guaracha (manchmal einfach Charanga genannt) mit ihren gleichfalls haitianischen Wurzeln blieb bis heute sehr populär.
Trotzdem dauerte es bis 1995, dass ein kubanischer Künstler eine ganze Platte mit Habanera-Musik bespielte: Es war Liuba Maria Hevia, die einige Lieder aufnahm, die von der Musikethnologin María Teresa Linares, der Direktorin des Kubanischen Museums für Musik, recherchiert worden waren. Der Grund bestand darin, Tondokumente für das Museum zu produzieren, die dieses Genre repräsentieren sollten. Hevia war unzufrieden mit den Aufnahmen, die unter den schlechten materiellen Bedingungen der kubanischen Wirtschaftskrise von 1993 entstanden waren, und machte 2005 Neuaufnahmen der meisten Lieder.
Der Umstand, dass die CD Habaneras nach 1995 hauptsächlich in Barcelona verkauft wurde, zeigt das geringe Interesse an dieser Musik auf Kuba selbst, besonders wenn man die ungeheure Verbreitung der Habanera an der spanischen Mittelmeerküste bedenkt.

### 1940–1960
Arsenio Rodríguez, einer der wichtigsten kubanischen Soneros, brachte in den 1940er Jahren den Son zu seinen afrikanischen Wurzeln zurück, indem er den Guaguancó-Stil adaptierte und Kuhglocken sowie die Conga im Rhythmusbereich einführte. Außerdem erweiterte er die Rolle des Tres, so dass es jetzt auch als Solo-Instrument erschien. Rodríguez führte in den Son den Montuno (oder Mambo-Teil) als melodische Solos ein. Sein neuer Stil wurde als Son montuno bekannt.
In den 1940er Jahren war es Chano Pozo, der an der Bebop-Revolution des Jazz teilnahm, indem er Conga und andere afrokubanische Trommeln spielte. Conga wurde zum wichtigen Bestandteil des Latin Jazz, der seit 1940 unter den Kubanern in New York City begann.

#### Kubanische Musik in den USA
Eine Charanga-Gruppe namens Orquesta America, geführt von dem Violinisten Enrique Jorrín, half dabei, den Cha-Cha-Cha zu erfinden, der in den 1950er Jahren internationalen Erfolg hatte. Cha-Cha-Cha wurde bekannt durch die Bands von Tito Puente, Perez Prado und anderen Superstars. Viele von diesen Künstlern adaptierten auch den Mambo für das moderne Publikum.

### 1960–1980
Die moderne kubanische Musik ist bekannt für ihre hemmungslose Mischung verschiedener musikalischer Genres. So verwendeten zum Beispiel Los Irakere in den 1970er Jahren die Batá-Trommeln in einer Big Band, bekannt als Son-Batá oder Batá-Rock. Spätere Künstler schufen den Mozambique, der Conga und Mambo vermischt, und die Batá-Rumba, bei der Rumba und die Batá-Trommelmusik vermischt werden. Mischungen einschließlich der Verwendung von Hip-Hop-Elementen, Jazz und Rock ’n’ Roll sind ebenfalls üblich wie in dem Rockoson von Habana Abierta.

#### Kubanische Musik in Kuba und außerhalb
Die Wirkung der kubanischen Revolution von 1959 auf die Musik hat zwei wichtige Aspekte:
- Es gab eine Auswanderungswelle besonders von Mitgliedern der kubanischen Oberschicht nach Puerto Rico, Florida, und New York.
- Der revolutionäre Staat förderte die Kultur und Musik und schuf die staatliche Plattenfirma EGREM.

Die Liedermacher-Bewegung der Nueva Trova (u. a. Pablo Milanés, Silvio Rodríguez, Sara Gonzales) formulierte in ihrer Musik und in ihren Texten die politische Stimmung in der kubanischen Jugend, durchaus politisch, aber auch sehr lyrisch und individuell.
Junge Kubaner bekamen die Möglichkeit, in einem flächendeckenden System von Musik- und Kunstschulen (ENA, Escuela Nacional del Arte) zu lernen, sowohl mit dem Ziel einer künstlerischen Karriere als auch für den Freizeit-Bereich.
Das verstaatlichte Cabaret Tropicana, bisher ein Treffpunkt der kubanischen Oberschicht und der Touristen, stand nun der ganzen Bevölkerung offen. Erst mit dem Beginn des Massentourismus Mitte der 80er Jahre reduzierte sich der Besuch wieder weitgehend auf Touristen.
In allen Städten wurden Casas de la Trova eingerichtet, Treffpunkte für meist nicht-professionelle Musiker, die hier kubanische Musiktraditionen pflegten. Auch gut informierte Touristen suchten hier die Wurzeln kubanischer Musik.
Musiker bekamen nun nach dem Abschluss des Konservatoriums ein festes Gehalt, Deviseneinkommen wurden mit 90 % zugunsten des Kultusministeriums besteuert, das sich über eine eigene Agentur auch um das Management kümmerte.
Im Verlauf der Wirtschaftskrise um 1993, verursacht durch den Zusammenbruch des COMECON, gerieten, wie die übrige Bevölkerung, auch die Kulturschaffenden in eine schwierige ökonomische Lage, die besonders dadurch erschwert wurde, dass Nebenverdienste für sie kaum in Frage kamen. Der kubanische Staat lockerte daher die Bestimmungen, so dass Künstler nun die Möglichkeit bekamen, ihre Werke im Inland wie im Ausland selbst zu vermarkten.
Bekannte kubanische Künstler außerhalb Kubas sind bzw. waren La Lupe, Willy Chirino, Gloria Estefan, Arturo Sandoval, Paquito D’Rivera, Bebo Valdés und Celia Cruz.

#### Salsa
Seit den 1970er Jahren wurde der Son montuno mit anderen Latin-Music-Formen kombiniert, wie dem Mambo und der Rumba, woraus die gegenwärtige Salsa entstand, die in Lateinamerika und der spanischsprachigen Welt ungeheure Popularität genießt.

#### Nueva Trova
Parallel zu der Bewegung der Nueva Canción in Chile und Argentinien entstand auch in Kuba in den 1960er und 1970er Jahren eine sozial und politisch wache Form der Liedproduktion unter dem Namen Nueva Trova. Silvio Rodríguez und Pablo Milanés wurden die auch international bekanntesten Vertreter dieser Richtung. Der Ursprung waren die Trovadores, die Troubadoure des frühen 20. Jahrhunderts wie Sindo Garay, Ñico Saquito, Carlos Puebla und Joseíto Fernández (bekannt durch die Vertonung des Gedichtes Guántanamera von José Martí). Die Nueva Trova unterstützte immer die kubanische Revolution, wobei ihre Themen und Texte aber häufig sehr lyrisch und auch sozialkritisch waren.
Außerhalb Kubas hatte die Nueva Trova ihre größten Erfolge in Lateinamerika und Spanien, wo die Worte ihrer Lieder auch verstanden werden konnten. Die Lyrik, auch mit Themen wie Liebe und Einsamkeit, steht auf hohem dichterischen Niveau. Liuba María Hevia steht für eine junge, nicht-politische Spielart der Nueva Trova, während Carlos Varela eine kritische Haltung zum kubanischen Staat einnimmt.

### 1980–2000
Son und Nueva Trova bilden heute die populärsten Formen moderner kubanischer Musik und nahezu alle kubanischen Musiker spielen Musik, die von einem dieser beiden Genres abgeleitet sind.
Traditioneller Son wird durch folgende Gruppen gespielt:
- Jóvenes Clásicos del Son
- Orquesta Aragón
- Orquesta Ritmo Oriental
- Orquesta Original de Manzanillo
- Septeto Nacional, wiedergegründet 1985
- Sierra Maestra

Mischung des Son mit anderen Genres findet sich bei:
- Addys Mercedes
- Irakere
- Haila Mompié
- NG La Banda
- Orishas
- Son 14

Außerdem gibt es noch viele, die den traditionellen Son Montuno spielen, wie Eliades Ochoa, der seit Mitte der 1990er Jahre viele Aufnahmen und Tourneen mit dieser Richtung gemacht hat.
Seit den 1990er Jahren gelangte kubanische Musik wieder in das Scheinwerferlicht der Weltmusikszene, besonders das Interesse an traditionellen Formen wie dem Son Montuno wuchs stark. Diese Entwicklung ging einher mit dem Ansteigen des Massentourismus nach Kuba.
Orquesta Aragón, Charanga Habanera, Cándido Fabré y su Banda sind seit vielen Jahren in der Charanga-Szene und halfen dabei, die populäre Timba-Szene der späten 1990er Jahre zu formen.
Der wichtigste kubanische Musikpreis ist der Benny-Moré-Preis. –
Aufgrund der zum Teil terroristischen Methoden der antikommunistischen Exilkubaner in Miami mussten die Feierlichkeiten für den Grammy Latino von Miami nach Los Angeles verlegt werden.

### Timba
Seit seinem Erscheinen in den frühen 1990er Jahren wurde Timba zu der populärsten Tanzmusik in Kuba, gefolgt von dem Reggaeton, der kubanischen Version des Raggamuffin aus Jamaika. Trotz seiner engen Beziehung zur Salsa-Musik hat Timba seine eigenen Charakteristika und seine eigene Geschichte und ist eng verbunden mit dem Leben und der Kultur Kubas, besonders Havannas. Bands wie Los Van Van (Grammy-Gewinner 1999 mit dem Album Llego), Pupy y Los Que Son Son, Charanga Habanera, Manolito y su Trabuco, Manolin el Médico de la Salsa sind innerhalb wie außerhalb Kubas bekannt.

### Buena Vista Social Club
Einen Einschnitt in die weltweite Rezeption kubanischer Musik brachten 1997 das Album und der Film Buena Vista Social Club, Aufnahmen von Veteranen der kubanischen Musik, die von dem US-amerikanischen Musiker und Produzenten Ry Cooder gemacht wurden, während der Film vom deutschen Filmemacher Wim Wenders stammt. Album wie Film wurden internationale Hits mit Millionen verkaufter Exemplare und machten die achtzigjährigen kubanischen Musiker Ibrahim Ferrer, Joseíto Fernández und Compay Segundo, deren Karrieren seit den 1950er Jahren stagnierten, zu Weltstars.
Das weltweite Interesse an dieser nostalgischen Musik aus dem vorrevolutionären Kuba stieß bei jungen kubanischen Musikern auf Vorbehalte, da sie den Eindruck bekamen, dass die Musikentwicklung der letzten vierzig Jahre nun ignoriert würde.

### Reggaeton
Der seit einigen Jahren in Lateinamerika (und auch in den USA und Europa) zunehmend verbreitete Musikstil des Reggaeton (Reguetón) hat auch vor den Grenzen Kubas nicht haltgemacht. Die Texte des kubanischen Reggaeton unterscheiden sich jedoch von denen der Provenienzen Panamá, Puerto Rico und Dominikanische Republik.

## Immaterielles Kulturerbe der Menschheit
Die folgenden Musikstile und Aufführungspraxen wurden bis 2023 in die UNESCO-Liste des immateriellen Kulturerbes der Menschheit aufgenommen:
- Die Afrokubanische Rumba (2016)[2]
- Bolero (2023)[3]
- Die Musik „La Tumba Francesa“ der haitianischen Sklaven im Oriente (2003/2008)[4]
- Die Dichtkunst und Musik „Punto“ (2017),[5] die in den Varianten punto libre und punto fijo von kubanischen Bauern gesungen wird.